# Oxyopes personatus
Oxyopes personatus là một loài nhện trong họ Oxyopidae.
Loài này thuộc chi Oxyopes. Oxyopes personatus được Eugène Simon miêu tả năm 1896.